# マノー・レーシング
マノー・グランプリ・レーシング・リミテッド（Manor Grand Prix Racing Limited）は、2016年のF1世界選手権に参戦したイギリスのレーシングコンストラクターである。チームの名称としては、マノー・レーシング（Manor Racing）やMRT（Manor Racing Team）、マノーGPなどと呼ばれた。本拠地はイングランドのオックスフォード州バンベリー。

## 概要
2015年に参戦していたマノー・マルシャF1チームが名称を変更し、2016年よりF1に参戦。2016年1月19日、チーム名をマノー・レーシングへ名称を変更すると発表した。
チーム国籍は本拠地のあるイギリスのまま変更は無いが、運営は2015年までのマノー・モータースポーツから、新たに設立された「Just Racing Services Ltd」に移管された。マノー・モータースポーツは2016年よりFIA 世界耐久選手権（WEC）に参戦しているが、F1チームとは全くの別法人となったため関係はない。
このチームは元を辿るとヴァージン・レーシング（2010-2011）→マルシャF1チーム（2012-2014）→マノー・マルシャF1チーム（2015）といった系譜に連なるチームである。
2016年シーズン終了後、新たな売却先との交渉を行ったが決裂し翌2017年1月に破産、チームは消滅した。

## 歴史

### 2016年

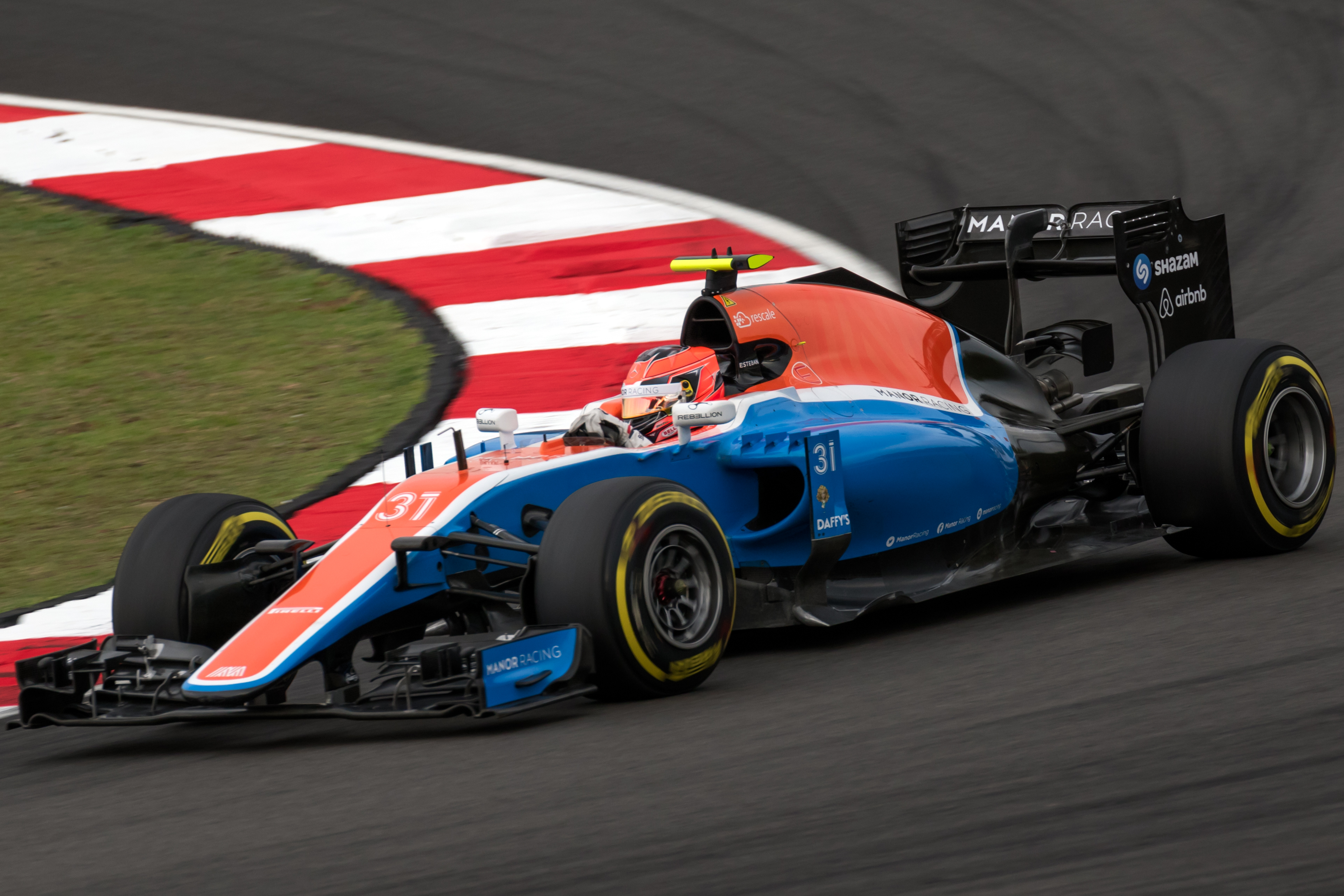
マレーシアGPにてエステバン・オコンがドライブするMRT05

ドライバーについては、既に他チームのシートが全て埋まっており、マノーの2席しか空きがなかったためシート争いが加熱。様々な若手ドライバーの噂がささやかれた。有力な候補として前年所属したウィル・スティーブンスとアレクサンダー・ロッシ、支援者の多いパスカル・ウェーレイン、リオ・ハリアント等が挙がっていたが、マノー側がシートマネーとして1,000万ドル（約12億円）もの大金を要求したこともあり契約がなかなかまとまらずにいた。その中で2月11日、1人目のドライバーとしてウェーレインの起用を発表。残る1席については先述した3名がシェアするとの噂が報道されたが、18日にハリアントの起用が正式発表された。ロッシはリザーブドライバーに回り、開発ドライバーにジョーダン・キングが起用された。
成績はやはり下位での争いを強いられるが、MRT05は主要エンジンメーカーで最も高性能なメルセデス製パワーユニットの供給契約を成立させていたこともあり、時折、中団勢の争いに加わったりするなど、常時最下位を走行していた前年と比べると成績が向上していた。特にストレートスピードが速く、オーストリアGPでは天候がめまぐるしく変わる中でウェーレインが予選でQ2進出を果たし、予選12位を獲得。決勝でも荒れたレースをかいくぐり10位入賞。マノー・レーシングになってからは初、前身のマルシャ時代を含めれば2014年モナコGPでのジュール・ビアンキ以来の入賞を果たした。8月10日、参戦資金が尽きたため契約を終了したハリアントに代わって、ルノーのリザーブドライバーを務めていたエステバン・オコンを起用した。ハリアントはリザーブドライバーとしてチームに残留する。なおウェーレインとオコンという組み合わせは、共にメルセデスの開発ドライバー同士の組み合わせでもある。
ウェーレインの1ポイントが効いて、コンストラクターズランキング10位までの分配金を確保できる状態にいたが、第20戦ブラジルGPでザウバーのフェリペ・ナッセが雨の波乱を耐えきり9位入賞で2ポイントを獲得したことにより分配金の対象外となるランキング11位に転落、予算の約6分の1にあたる1,350万ドルを失うことになった。

### チーム消滅
この結果を受け、オーナーのスティーブン・フィッツパトリックはチームの売却を進め、新しい投資家と基本合意に達したことを明らかにしたが、売却先については公表されなかった。しかし、新たな投資家との最終的な交渉はまとまらず、翌2017年1月6日に運営会社が破産を申請。破産申請の時点では212名のスタッフは解雇されておらず給与も12月末までは支払い済みとなっており、暫定エントリーリストにもマノーは掲載されていたが、同月27日になっても交渉はまとまらず、全スタッフへの1月分の給与支払い及び一部スタッフを除く解雇とチーム消滅が決定した。交渉が成立した場合、序盤は前年のMRT05の改良版で戦い、新車「MRT06」を投入する予定であったが実現しなかった。

### その後
チームが使っていたピット用機材等の一部は、2017年4月に元ミナルディのオーナーとして知られるポール・ストッダートが購入し、同年5月のスペインGPより、ストッダートが運営している「F1エクスペリエンス」と呼ばれるF1ファン向けアトラクションの一部に使われている。マノーが2016年に実際に使っていたピットガントリーを用いた「ピットストップチャレンジ」などの企画が行われており、今後もいくつかのグランプリで登場する予定。

## 戦績
| 年     | シャシー      | エンジン                    | タイヤ | ドライバー             | 1   | 2   | 3   | 4   | 5   | 6   | 7   | 8   | 9   | 10  | 11  | 12  | 13  | 14  | 15  | 16  | 17  | 18  | 19  | 20  | 21  | ポイント | 順位 |
| ------ | ------------- | --------------------------- | ------ | ---------------------- | --- | --- | --- | --- | --- | --- | --- | --- | --- | --- | --- | --- | --- | --- | --- | --- | --- | --- | --- | --- | --- | -------- | ---- |
| 2016年 | マノー・MRT05 | メルセデス・PU106C 1.6 V6 t | P      |                        | AUS | BHR | CHN | RUS | ESP | MON | CAN | EUR | AUT | GBR | HUN | GER | BEL | ITA | SIN | MAL | JPN | USA | MEX | BRA | ABU | 1        | 11位 |
| 2016年 | マノー・MRT05 | メルセデス・PU106C 1.6 V6 t | P      | パスカル・ウェーレイン | 16  | 13  | 18  | 18  | 16  | 14  | 17  | Ret | 10  | Ret | 19  | 17  | Ret | Ret | 16  | 15  | 22  | 17  | Ret | 15  | 14  | 1        | 11位 |
| 2016年 | マノー・MRT05 | メルセデス・PU106C 1.6 V6 t | P      | リオ・ハリアント       | Ret | 17  | 21  | Ret | 17  | 15  | 19  | 18  | 16  | Ret | 21  | 20  |     |     |     |     |     |     |     |     |     | 1        | 11位 |
| 2016年 | マノー・MRT05 | メルセデス・PU106C 1.6 V6 t | P      | エステバン・オコン     |     |     |     |     |     |     |     |     |     |     |     |     | 16  | 18  | 18  | 16  | 21  | 18  | 21  | 12  | 13  | 1        | 11位 |

- 太字はポールポジション、斜字はファステストラップ（key）